# Semirossia tenera
Semirossia tenera is een inktvis uit de familie Sepiolidae. De wetenschappelijke naam van de soort werd in 1880 gepubliceerd door Addison Emery Verrill als Heteroteuthis tenera.